# Bitwa pod Poliszczynem

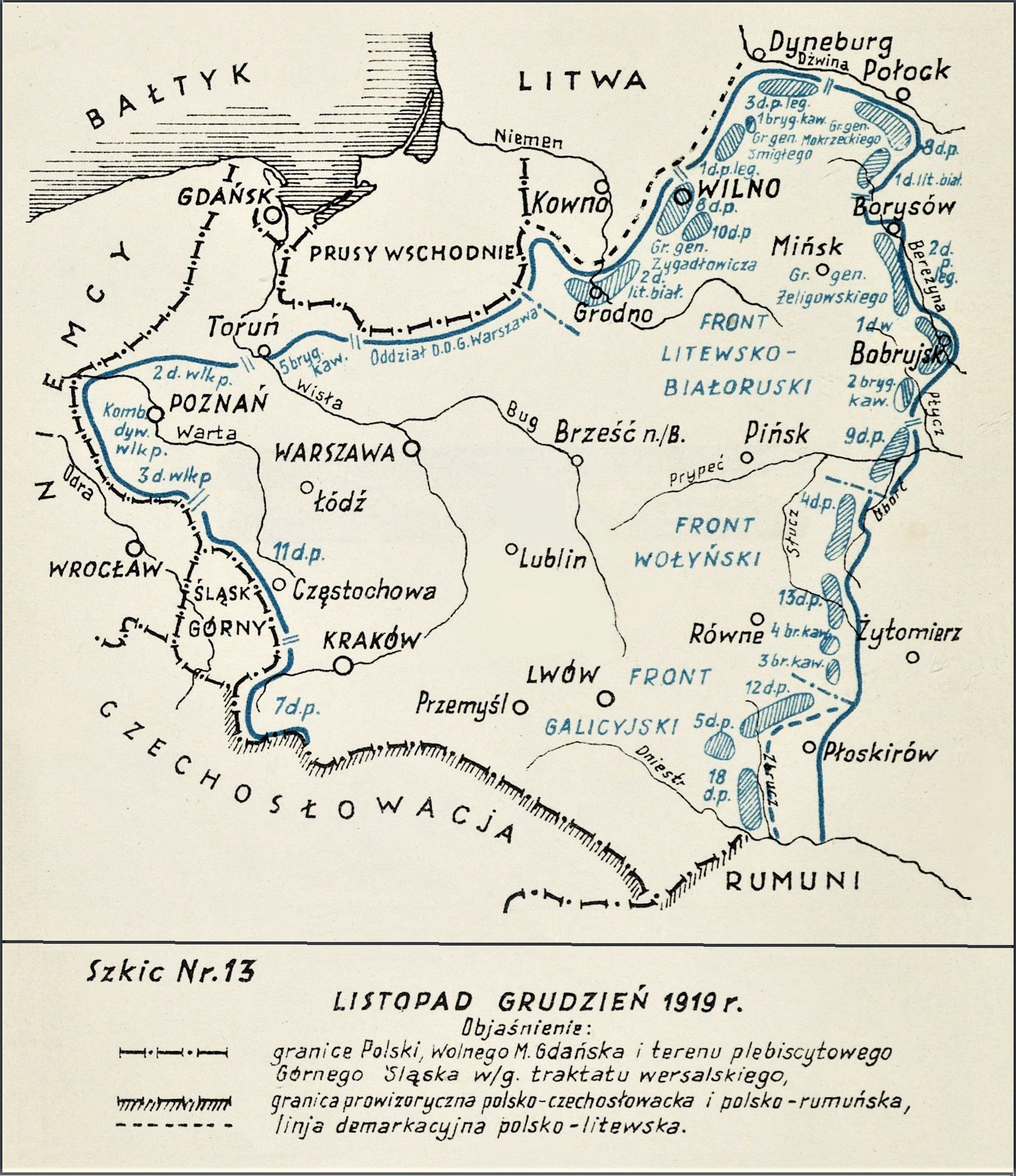
Adam Przybylski,
Wojna Polska 1918–1921

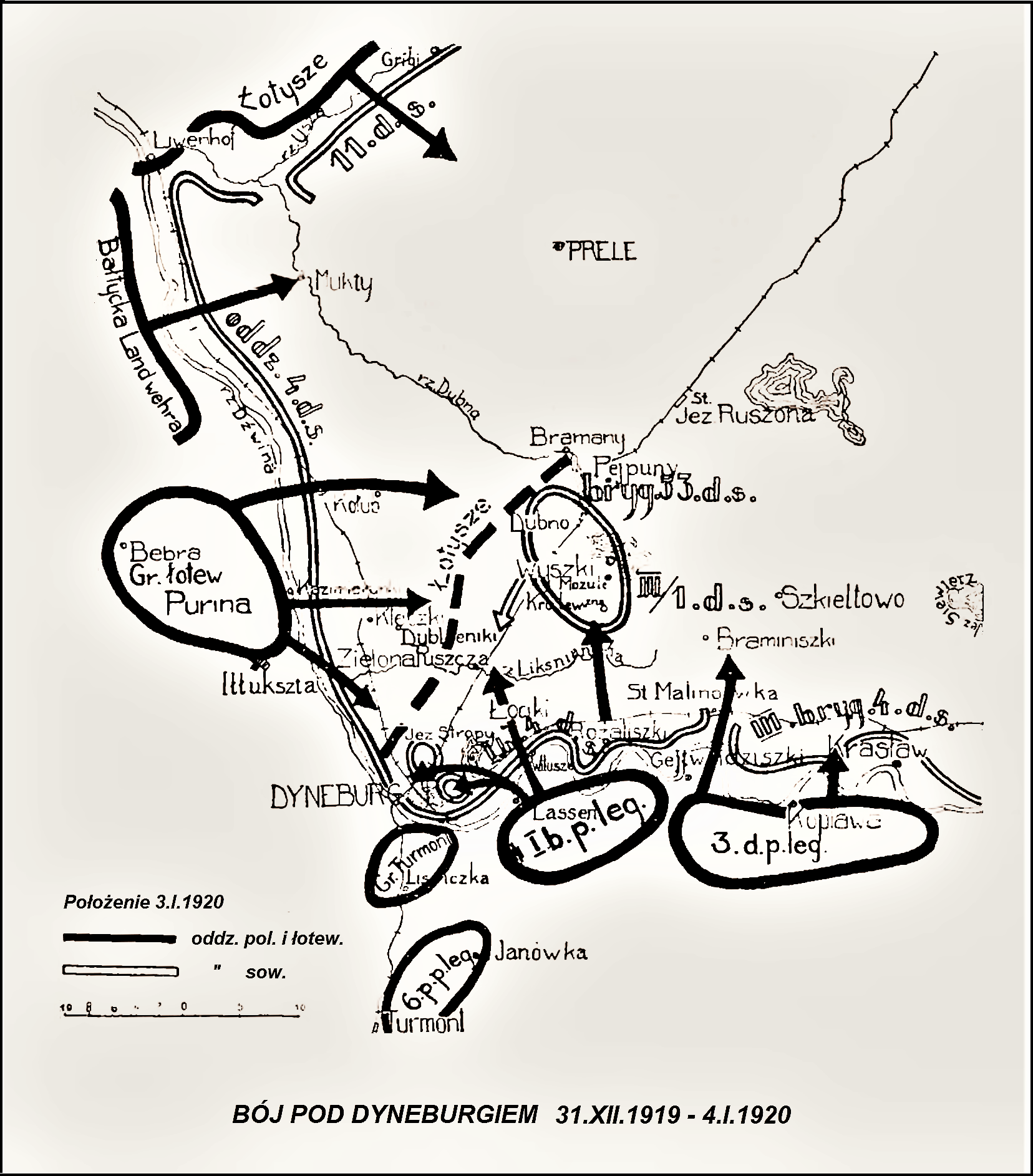
Otton Laskowski (red.)
Encyklopedja wojskowa, T. 2

Bitwa pod Poliszczynem – walki I Brygady Piechoty Legionów ppłk. Józefa Olszyny-Wilczyńskiego z oddziałami sowieckich 1., 4. i 11 Dywizji Strzelców, toczone w okresie wojny polsko-bolszewickiej.

## Geneza
W grudniu 1919 Łotwa zwróciła się do Polski z prośbą o pomoc wojskową w usunięciu ze swego terytorium oddziałów Armii Czerwonej. Naczelny Wódz wydzielił do tego zadania grupę operacyjną pod dowództwem gen. Edwarda Rydza-Śmigłego w składzie 1. i 3 Dywizja Piechoty Legionów. 3 stycznia 1920 grupa rozpoczęła natarcie na Dyneburg. Do godzin popołudniowych Polacy opanowali całe miasto.
W połowie stycznia Grupa spychała pokonane nad Dźwiną oddziały 3 Brygady 1 Piotrogrodzkiej Dywizji Strzelców, 1 Brygady 4 Dywizji Strzelców i 157 pułku strzelców w kierunku wyżyny między jeziorami Raźno i Nerza. Zdemoralizowani porażkami i stratami czerwonoarmiści nie stawiali zorganizowanego oporu. W ich jednostkach wystąpiło zjawisko masowej dezercji.

## Walczące wojska
| Jednostka                       | Dowódca                       | Podporządkowanie |
| Wojsko Polskie                  |                               |                  |
| Front Litewsko-Białoruski       | gen. Stanisław Szeptycki      | NDWP             |
| ● 1 Dywizja Piechoty Legionów   | gen. Edward Śmigły-Rydz       |                  |
| ⇒ I Brygada Piechoty Legionów   | ppłk Józef Olszyna-Wilczyński |                  |
| →1 pułk piechoty Legionów       | mjr Władysław Dragat          | 1 pp Leg.        |
| – I/1 pułku piechoty Legionów   | kpt. Jan Kruszewski           | 1 pp Leg.        |
| —– 1/1 pułku piechoty Legionów  | ppor. Zenon Romańczuk         | 1 pp Leg.        |
| —– 2/1 pułku piechoty Legionów  | por. Józef Mariański          | 1 pp Leg.        |
| —– 3/1 pułku piechoty Legionów  |                               | 1 pp Leg.        |
| —– 4/1 pułku piechoty Legionów  | ppor. Sowiński                | 1 pp Leg.        |
| – II/1 pułku piechoty Legionów  | kpt. Kozicki                  | 1 pp Leg.        |
| —– 5/1 pułku piechoty Legionów  | ppor. Ludwik Kiciński         | 1 pp Leg.        |
| —– 6/1 pułku piechoty Legionów  | ppor. Franciszek Sobolta      | 1 pp Leg.        |
| —– 7/1 pułku piechoty Legionów  | ppor. Adam Borkiewicz         | 1 pp Leg.        |
| —– 8/1 pułku piechoty Legionów  | kpt. Stanisław Fedorczyk †    | 1 pp Leg.        |
| – III/1 pułku piechoty Legionów | kpt. Władysław Langer         | 1 pp Leg.        |
| —– 9/1 pułku piechoty Legionów  | ppor. Ignacy Buś              | 1 pp Leg.        |
| —– 10/1 pułku piechoty Legionów | ppor. Młynarski               | 1 pp Leg.        |
| —– 11/1 pułku piechoty Legionów | ppor. Henryk Gorgoń           | 1 pp Leg.        |
| —– 12/1 pułku piechoty Legionów | ppor. Józef Sudacki           | 1 pp Leg.        |
| Armia Czerwona                  |                               |                  |
| 15 Armia                        |                               |                  |
| ⇒ 4 Dywizja Strzelców           |                               |                  |
| ⇒ 11 Dywizja Strzelców          |                               |                  |
| → 32 Brygada Strzelców          |                               |                  |
| – 94 pułk strzelców             |                               |                  |
| – 95 pułk strzelców             |                               |                  |
| – 96 pułk strzelców             |                               |                  |
| → 33 Brygada Strzelców          |                               |                  |
| – 97 pułk strzelców             |                               |                  |

## Walki pod Poliszczynem
21 stycznia 1920 ześrodkowana pod Dagdą I Brygada Piechoty Legionów ppłk. Józefa Olszyny-Wilczyńskiego otrzymała rozkaz uderzenia na przeciwnika i wyjścia na linię Siniuchy. Dowódca brygady utworzył zgrupowanie uderzeniowe w składzie 1 pułk piechoty Legionów, 3 szwadron 2 pułku strzelców konnych i 8 bateria 1 pułku artylerii polowej Legionów, liczące około 2 000 żołnierzy, posiadające 56 ckm-ów i 4 działa. Pozostałe siły, czyli 5 pułk piechoty Legionów, 7 i 9 bateria artylerii pozostały w odwodzie brygady. Artylerię ciężką, ze względu na trudne warunki atmosferyczne, odesłano do Dyneburga.
23 stycznia ruszyło polskie natarcie. 1 pp Leg. do wieczora przebył w głębokich zaspach około piętnastu kilometrów, a straty w walce ze zdemoralizowanymi oddziałami sowieckich 1. i 4 DS nie były duże. Niemniej jednak, ze względu na prawie 30 stopniowy mróz, około 200 żołnierzy doznało odmrożeń. Tymczasem dowództwo sowieckie na kolejnych rubieżach obronnych zastąpiło zdemoralizowane oddziały, a przeciwnikiem I BP Leg. stały się 94., 95., 96. i 97 pułki strzelców z 11 Dywizji Strzelców. W sumie około 3000 czerwonoarmistów obsadziło pozycje na wzgórzach przy drodze Sawiejki–Poliszczyno–Lanckorona–Iwule.
24 stycznia polski pułk wznowił natarcie. III batalion kpt. Władysława Langera atakował z Jeglewa przez Mużejki na Lanckoronę, ale po stoczeniu kilku potyczek został zatrzymany przez Sowietów pod Lanckoroną. W walce stracono dwunastu żołnierzy; było jednak ponad sto przypadków odmrożeń. Położenie utrudniał fakt, że wszystkie karabiny maszynowe (chłodzone wodą), z wyjątkiem ckm-ów Hotchkissa, przestały działać z powodu mrozu. W tym czasie I batalion kpt. Jana Kruszewskiego atakował z Rubul na Poliszczyno i około 14.00 doszedł dwiema kompaniami do rogatek miejscowości. Tu jego dwie kompanie z marszu przystąpiły do natarcia na miasto. Dwukrotny szturm na bagnety załamał się w ogniu przeciwnika, a o zmroku batalion wycofał się do Małych Maczów. Straty wynosiły dziewięciu żołnierzy, natomiast blisko dwustu było niezdolnych do dalszej akcji z powodu odmrożeń. W sumie po dwóch dniach walk realna siła 1 pp Leg. spadła do około 1600 żołnierzy, 18 ckm-ów i jednego działa.
25 stycznia kpt. Kruszewski postanowił uderzyć na Sowietów z dwóch stron. Do oddziału obejścia wyznaczył 220 żołnierzy, którzy pod dowództwem kpt. Józefa Mariańskiego mieli uderzyć od południowego wschodu. Jednocześnie główne siły batalionu nacierały na miasto od czoła. Sowieci, zajęci odpieraniem ataku czołowego, nie zauważyli oddziału obejścia, który umiejętnie manewrując w zalesionym, pofałdowanym terenie, wtargnął do miasta od południa. Po krótkiej walce broniący Poliszczyna 300 osobowy batalion 95 pułku strzelców został zmuszony do odwrotu. W pościgu Polacy zajęli też Lanckoronę. Wieczorem Sowieci wyprowadzili kontratak i próbowali bezskutecznie odzyskać miejscowość.
26 stycznia Sowieci wznowili działania zaczepne. O świcie sześć kompanii uderzyło na Lanckoronę. Broniąca miasteczka 9 kompania przy pomocy artylerii odparła natarcie. Mróz spowodował jednak uszkodzenie dział, a strzelać mogła tylko jedna armata, pod której lufą rozpalono ognisko. Przeprowadzone w kolejnych dniach sowieckie ataki zakończyły się niepowodzeniem, a straty wśród czerwonoarmistów były tym większe, że wycofujące się pododdziały na ogół nie zabierały ze sobą rannych, którzy pozostawieni na silnym mrozie umierali z zimna.
W tym czasie 8 bateria 1 pap została zluzowana przez 7 baterię. Nowo przybyła bateria bardzo skutecznie wspierała polskich piechurów.
1 i 2 lutego toczono walki pozycyjne o małym natężeniu. 3 lutego 6/1 pp Leg. ppor. Franciszka Sobolty dokonała skutecznego wypadu na Borkujce i Rzecze. Kompania przeszła front nie zauważona przez placówki nieprzyjaciela i jeszcze pod osłoną ciemności dotarła w pobliże Łotyszenek. II pluton wysłany został do sąsiednich Guzienek z zadaniem opanowania również tej wioski. Pozostałe plutony tworzyły kolumnę marszową i nie kryjąc się maszerowały wprost na Łotyszenki. Nieubezpieczoną polską kolumnę Sowieci wzięli za własną i tym sposobem polscy piechurzy opanowali wioskę bez walki. Wzięto do niewoli dowódcę sowieckiej dwubatalionowej grupy taktycznej. W dalszej walce rozproszono gros sił 95 pułku strzelców. Ucieczka Sowietów w stronę Siebieża wywołała zamieszanie wśród nadciągających z pomocą oddziałów 32 Brygady Strzelców. Wykorzystując sukces, bataliony 1 pp Leg. przeszły do pościgu i do wieczora osiągnęły linię Siniuchy, kończąc tym samym kampanię na Łotwie.

## Bilans walk
Walki o Poliszczyno prowadzone były w niezwykle trudnych warunkach atmosferycznych. W walkach Polacy rozbili cztery pułki 11 Dywizji Strzelców. Straty polskie to 18 poległych, 51 rannych i ponad 700 odmrożeń (w tym 99 ciężkich przypadków). Do niewoli wzięto 345 jeńców, zdobyto 14 ckm-ów.